# Mineralbad Leuze

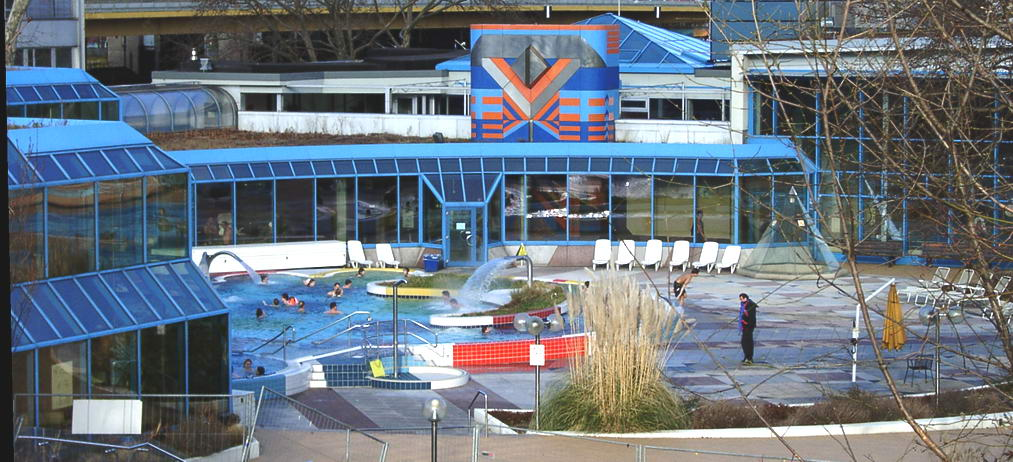
Mineralbad Leuze, Außenbecken

Das Mineralbad Leuze („Das Leuze“) ist eine der drei großen Thermen in Stuttgart. Das heutige Leuze ist 1983 als Gesamtkunstwerk des Architekturbüros Geier und Geier in Zusammenarbeit mit dem Künstler Otto Herbert Hayek erbaut worden.

## Überblick
Die Wurzeln des Bades reichen bis ins Jahr 1842 zurück, als Augustin Koch die erste Badeanstalt am Berger Neckarufer eröffnete. Das Wasser des Bades kommt aus den Stuttgarter Mineralquellen, aus denen täglich 43 Millionen Liter Mineralwasser sprudeln. Die heutige Form des Bades wurde Anfang der 1980er Jahre durch den Künstler Otto Herbert Hajek mitgestaltet und 1983 mit dem Architekturpreis des Bundes deutscher Architekten und 1989 mit IAKS Award für die funktionsgerechte Architekturlösung ausgezeichnet.
Die Wasserfläche beträgt knapp 1800 m² und verteilt sich auf neun Mineralbecken innen und außen. Ein 600 m² großer Kinderbereich (das „Kinderland“) ergänzt das Angebot für Familien mit Kindern. Hinzukommen ein Außenspielbereich mit Trockenspielplatz und Spray-Park.
Die großzügige Saunalandschaft mit unterschiedlich temperierten Dampf- und Saunaräumen, Sauna im Freien, komfortablem Abkühlbecken und Freiluftterrassen bietet auf 3300 m² Wellness, Wärme und Wohlbefinden.
Mit 790.769 Besuchern im Jahr 2023 zählt das Leuze zu den meistbesuchten Bädern in Deutschland.

## Mineralquellen
Im Mineralbad Leuze werden zum Schwimmen und Saunieren zwei stark kohlensäurehaltige Heilquellen und eine Mineralquelle genutzt.
Wasseranalyse der staatlich anerkannten Heilquellen vom 17. Juli 2019:
|                                    | Inselquelle                                                       | Leuzequelle                                                       |
| Mineralwassertyp                   | Natrium-Calcium-Chlorid-Sulfat- Hydrogenkarbonat-Thermalsäuerling | Natrium-Calcium-Chlorid-Sulfat- Hydrogenkarbonat-Mineralsäuerling |
| ---------------------------------- | ----------------------------------------------------------------- | ----------------------------------------------------------------- |
| Entnahmetemperatur                 | 20,5 °C                                                           | 20 °C                                                             |
| Gelöstes freies Kohlendioxid (CO2) | 2.090 mg/l                                                        | 1.4710 mg/l                                                       |
| Calcium Kationen                   | 750 mg/l                                                          | 542 mg/l                                                          |
| Lithium Kationen                   | 4,1 mg/l                                                          | 2,8 mg/l                                                          |
| Magnesium Kationen                 | 103 mg/l                                                          | 86,9 mg/l                                                         |
| Natrium Kationen                   | 1100 mg/l                                                         | 638 mg/l                                                          |
| Kalium Kationen                    | 88,2 mg/l                                                         | 53,1 mg/l                                                         |
| Eisen Kationen                     | 3,2 mg/l                                                          | 2,0 mg/l                                                          |
| Chlorid Anionen                    | 1620 mg/l                                                         | 963 mg/l                                                          |
| Sulfat Anionen                     | 1270 mg/l                                                         | 918 mg/l                                                          |
| Hydrogenkarbonat                   | 1471 mg/l                                                         | 1068 mg/l                                                         |

## Geschichte
Im Jahr 1833 erbohrte der Berger Unternehmer Ehrenfried Klotz eine Mineralquelle für den Antrieb des Wasserrades seiner Tuch- und Baumwollfabrik. 1839 übernahm Augustin Koch die Quelle und eröffnete 1842 eine erste Badeanstalt. 1851 kaufte Ludwig Leuze das Bad, baute es um und eröffnete 1854 neu. In den folgenden Jahren wurde das Bad stetig erweitert und entwickelte sich zu einem Bade- und Kurhotel. 1886 wurden die bislang angebotenen Wannenbäder durch eine Schwimmhalle ergänzt.
Im Ersten Weltkrieg wurde das Bad als Reservelazarett genutzt. Nach dem Ersten Weltkrieg verkaufte die Familie Leuze am 20. November 1919 das Bad an die Stadt Stuttgart. Im Folgenden wurde der Hotelbetrieb eingestellt und die Räume als Altersheim genutzt. Im Zweiten Weltkrieg wurde das Bad fast vollständig vernichtet. Dennoch konnte das Leuze bereits am 18. Mai 1945 als Freibad wieder geöffnet werden. In den 1950er Jahren wurde das Bad nach Plänen des Stuttgarter Architekten Hellmut Weber zu einem Heil- und Hallenbad mit modernen Freizeitanlagen ausgebaut. Diese Maßnahmen wurden im Februar 1961 abgeschlossen, seitdem kann das Leuze ganzjährig genutzt werden. Ende der 1970er Jahre wurde das Kur- und Bäderamt mit einer Erweiterung des Leuze beauftragt. Der Neubau wurde durch Otto Herbert Hajek gestaltet und 1983 mit dem Architekturpreis des Bundes deutscher Architekten und 1989 mit IAKS Award für die funktionsgerechte Architekturlösung ausgezeichnet. Stilistisch ähnlich ist das Kurbad Königstein, welches von den gleichen Architekten und Künstlern geschaffen wurde. Seit Januar 2006 ergänzt ein 600 m² großer Kinderbereich das Angebot für Familien mit Kindern.

## Kunst
Neben der Gesamtkonzeption von Otto Herbert Hajek finden sich noch weitere bemerkenswerte Kunstwerke im Leuze:
- Ein Zierbrunnen von Günther Neusel
- Der Mineraltrinkbrunnen im Eingangsbereich mit Emailarbeiten von Walter Lochmüller
- Das Dickglas im Treppenhaus und die Keramikwand in der Kaltbadehalle von Anton Stankowski